# Central News Agency Literary Award
Le Central News Agency Literary Award (Prix littéraire de la Central News Agency, aussi CNA Prize) est un important prix littéraire annuel attribué en Afrique du Sud. Son nom provient de la chaîne de librairies Central News Agency (CNA). Fondé par Phillip Stein, le prix récompense des œuvres en prose et en poésie écrites aussi bien en afrikaans qu'en anglais.
La dernière attribution du prix date de 1996. La CNA a plus tard créé un « Livre de l'année » pour les best-sellers de tout genre.

## Œuvres primées (sélection)
- 1961 : The Desert Place de Siegfried Stander (en anglais)
- 1961 : Bekende onrus de Chris Barnard (en afrikaans)
- 1965 :  Olé d'André Brink (en afrikaans)
- 1968 : Duiwel-in-die-bos de Chris Barnard (en afrikaans)
- 1971 : Bonga d'Elsa Joubert  (en afrikaans)
- 1974 : The Conservationist de Nadine Gordimer (en anglais)
- 1975 : Selected Poems de Guy Butler (en anglais)
- 1976 : Magersfontein, O Magersfontein! d'Etienne Leroux (en afrikaans)
- 1977 : In the Heart of the Country de J. M. Coetzee (en anglais)
- 1978 : Rumours of Rain d'André Brink (en anglais)
- 1979 : Burger's Daughter de Nadine Gordimer  (en anglais)
- 1979 : Komas Uit 'N Bamboesstok de D.J. Opperman (en afrikaans)
- 1980 : Waiting for the Barbarians de J. M. Coetzee (en anglais)
- 1981 : July's People de Nadine Gordimer (en anglais)
- 1982 : A Chain of Voices d'André Brink (en anglais)
- 1984 : Life & Times of Michael K de J. M. Coetzee (en anglais)
- 1985 : Call Me Woman de Ellen Kuzwayo (en anglais)
- 1989 : White Boy Running de Christopher Hope (en anglais)
- 1990 : My Son's Story de Nadine Gordimer (en anglais)
- 1992 : The Beautiful Screaming of Pigs de Damon Galgut (en anglais)
- 1993 : Long Walk to Freedom (Un long chemin vers la liberté) de Nelson Mandela (en anglais)
- 1993 : Moerland de Chris Barnard (en afrikaans)
- 1994 : Hierdie Lewe de Karel Schoeman (en afrikaans)
- 1995 : The Calling of Katie Makanye de Margaret McCord (en anglais)
- 1996 : Other Places de Sarah Ruden (en anglais)